# Partido Radical (Italia)
El Partido Radical (en italiano Partito Radicale, PR) fue un partido político italiano activo entre 1955 y 1989, cuando cambió el nombre por el de Partido Radical Transnacional,  prefiriendo desarrollar actividad política o cultural sin participar en contiendas electorales, apoyando las listas Pannella y Bonino y en Radicali Italiani.
Se lo considera heredero del Partido Radical de Felice Cavallotti y Agostino Bertan, de espíritu laico y liberal que en 1904 con Ettore Sacchi tomó derivas anticlericales. Durante el fascismo su ideario fue reivindicado por muchos intelectuales antifascistas como Carlo Rosselli.

## Fundación
Fue fundado en 1955 como Partido Radical de los Liberales y Demócratas Italianos (PRLDI) como escisión del Partido Liberal Italiano, por Leopoldo Piccard, Mario Pannunzio, Ernesto Rossi, Leo Valiani, Guido Calogero, Giovanni Ferrara, Paolo Ungari, Eugenio Scalfaro y Marco Pannella. Reclamaban la actualización de la constitución italiana y la instauración efectiva de un estado laico y liberal de derecho sin discriminaciones religiosas o políticas. Ernesto Rossi, procedente del Partido de Acción, era miembro de la sociedad Amici del Mondo, que protagonizaron la primera contienda política en las elecciones de 1956, con campañas contra la especulación fomentada por los concejales. En 1959 hicieron campaña contra la DCI acusándola de monopolizar la política italiana. En marzo de 1959 Marco Pannella publicó en Paese el artículo Izquierda democrática y PCI, donde mostraba la necesidad de una alianza de toda la izquierda, incluido el PCI, para hacer una alternativa democrática. En noviembre de 1960 lo presentó como alternativa al Consejo Nacional del partido, y en 1961 salió el diario Siniestra Radicale.

## Expansión: años 1960
Durante los años 60 se incorporaron Elio Vittorini, el actor Arnaldo Foà, Stefano Rodotà, Lino Januzzi y Antonio Cederna, lo que le dio componente mediático. En las elecciones de 1960 pactó con el PSI. En 1962 se produjo la escisión del partido entre el elemento más izquierdista (Pannella, Spadacia) y otro liderado por Pannunzio contra los seguidores de los Amici del Mondo, debido al caso Piccard. Leopoldo Piccard, consejero de Estado, había colaborado con el Tercer Reich en la redacción de las leyes raciales para Italia. Mientras que Pannunzio le condenó, Rossi lo defendió. Así Rossi y los Amici del Mondo dejaron el partido.
Este enfrentamiento interno la aprovecharon los de Siniestra Radicale para hacerse con la dirección del partido. En 1963 crearon una Agenzia Radicale para formar opinión pública sobre las noticias sobre la situación política. Al mismo tiempo, acentuó su anticlericalismo; participó en las campañas a favor de la ley del divorcio (1965-1974) y en 1971 participó en la Liga Italiana por la abrogación del Concordato (LIAC), que en 1973 se pronunció a favor de un referéndum para abolir el concordato con la Santa Sede. En 1976 lo presentaron como proyecto de ley al jefe de gobierno Giulio Andreotti y en 1977 alcanzaron las firmas necesarias, pero en 1978 la Corte Constitucional declaró inadmisible la petición al considerar el Concordato como un tratado con un Estado extranjero. También impulsaron la Liga 13 de Mayo que pedía la legalización del aborto. Esto y la defensa del pacifismo y de los derechos humanos les hicieron ganar muchos adeptos en los años setenta.
Crearon la Liga para la Institución del Divorcio, el ente de Información de Esterilización y Aborto (CISA), el Coordinamento Radicale Antiproibizionista de la droga, la Lega degli Obiettori di Coszienza (por Roberto Cicciomessere), y se federaron con el FUORI (Frente Unitario Omossessuale Rivoluzionario Italiano de Angelo Pezzana y Mario Mieli), y los ayudó Radio Radicale, coordinada por Mario Taradash.
Organizaron marchas antimilitaristas en 1967 Milán-Vicenza contra la guerra de Vietnam y de solidaridad con Checoslovaquia (1968), y promovió el I Congreso Antimilitarista el 4 de noviembre de 1969. En los años 1970 lucharon por los derechos de la mujer y los homosexuales. Con el Movimiento Liberación de la Mujer (MLD), fundado en 1970, en 1973 apoyaron el proyecto de ley sobre aborto de Loris Fortuna. El 20 de septiembre de 1973 se constituye el CISA, que en noviembre de 1974 se federa con Partido Radical. En 1975 organiza una campaña de desobediencia civil en clínicas clandestinas que provoca arresto de su secretario Gianfranco Spadaccia y de las militantes Emma Bonino y Adele Facci, que se declaran corresponsables de los abortos. Pero al mismo tiempo consigue 800.000 firmas para un referéndum aborto, de modo que en 1977 se aprueba una ley de aborto, aunque de posibilidades escasas.

## Obstruccionismo parlamentario
En 1976 se opusieron a la elección del presidente de la Cámara de los Diputados, el comunista Pietro Ingrao y reivindican el papel del Parlamento como foro de debate y no como registro de decisiones ya tomadas previamente. Fueron acusados de obstruccionismo parlamentario al oponerse a las medidas excepcionales que daban poderes a la policía y prolongar el período de arresto preventivo (Decreto Cossiga). En 1977 denunciaron las implicaciones del asunto Lockheed (que provocó la dimisión del presidente Giovanni Leone en 1978), en 1979 el asunto Sindoni y el papel de la logia P-2. También provocaron un fuerte debate político al presentar dentro de las listas del partido, en las elecciones, al filósofo Toni Negri (entonces en busca y captura, acusado de ser ideólogo de las Brigadas Rojas), a la actriz porno Ilona Staller Cicciolina o al cantante Domenico Modugno. En las elecciones legislativas italianas de 1979 alcanzó el 3,45% de los votos y 18 escaños, a las de 1983 el 2,19%, y 2,59% en las de 1987.

## Disolución del partido
Después del Congreso de Trieste del 2 al 6 de enero de 1988, se transformó en Partido Radical Transnacional, que permitía la adscripción a otros partidos. En las elecciones europeas de 1989 se presentaron en 4 listas:
- Marco Taradash (Lista Antiprohibicionista de la Droga)
- Marco Pannella (con PRI-PLI)
- Giovanni Negri (con el PSDI)
- Francesco Rutelli y Adelaide Aglietta (con Verdi Arcobaleno y algunos DP).

En las elecciones administrativas de 1990 Marco Pannella y Emma Bonino fueron elegidos en una lista alternativa con el PCI para l'Aquila y Bra. Desde 1992 se disolvió en diversos grupos electorales, principalmente la Lista Pannella, que en las elecciones europeas de 1999 obtiene un escaño para Emma Bonino (8,5% de los votos). Finalmente, en 2001 nace Radicales Italianos y 2004 Partido de los Radicales de Izquierda. Del 2005 al 2008 constituyeron con otros grupos la federación Rosa en el Puño.

## Resultados electorales
| Cámara de Diputados |                |               |               |               |               |
| Año electoral       | Votos          | %             | Escaños       | +/–           | Gobierno      |
| 1958a               | 405.782 (#9)   | 1,37          | 0/596         |               | Oposición     |
| 1963                | No participó.  | No participó. | No participó. | No participó. | No participó. |
| 1968                | 1.540 (#26)    | 0,00          | 0/630         |               | Oposición     |
| 1972                | No participó.  | No participó. | No participó. | No participó. | No participó. |
| 1976                | 394.439 (#9)   | 1,07          | 4/630         |               | Oposición     |
| 1979                | 1.264.870 (#6) | 3,45          | 18/630        | 14            | Oposición     |
| 1983                | 809.810 (#8)   | 2,19          | 11/630        | 7             | Oposición     |
| 1987                | 987.720 (#7)   | 2,56          | 13/630        | 2             | Oposición     |

| Senado de la República |                |               |               |               |
| Año electoral          | Votos          | %             | Escaños       | +/–           |
| 1958a                  | 1.222.419 (#3) | 5,40          | 7/237         |               |
| 1963                   | No participó.  | No participó. | No participó. | No participó. |
| 1968                   | No participó.  | No participó. | No participó. | No participó. |
| 1972                   | No participó.  | No participó. | No participó. | No participó. |
| 1976                   | 265.947 (#9)   | 0,85          | 0/315         |               |
| 1979                   | 413.444 (#8)   | 1,32          | 2/315         | 2             |
| 1983                   | 548.229 (#8)   | 1,76          | 1/315         | 2             |
| 1987                   | 572.461 (#10)  | 1,77          | 3/315         | 2             |

a En coalición con el Partido Republicano Italiano.